# Tachytrechus angulatus
Tachytrechus angulatus är en tvåvingeart som först beskrevs av Van Duzee 1914.  Tachytrechus angulatus ingår i släktet Tachytrechus och familjen styltflugor. Inga underarter finns listade i Catalogue of Life.